# Ribeirão Preto Challenger 1994
Il Ribeirão Preto Challenger 1994 è stato un torneo di tennis facente parte della categoria ATP Challenger Series nell'ambito dell'ATP Challenger Series 1994. Il torneo si è giocato a Ribeirão Preto in Brasile dal 3 al 9 ottobre 1994 su campi in cemento.

## Vincitori

### Singolare
Fernando Meligeni ha battuto in finale  Luis Morejon con il punteggio di 6–3, 6–3

### Doppio
Pablo Albano /  Patricio Arnold hanno battuto in finale  Otavio Della /  Marcelo Saliola con il punteggio di 6–7, 6–2, 6–2